# Sport
Sport (od eng. sport iz starofr. desport: provoditi vrijeme, razonoditi se) ili šport (prema njem. izgovoru), naziv je za raznorodne čovjekove tjelesne aktivnosti izvođene iz raziličitih, najčešće natjecateljskih pobuda.
Nekad je označavala svaku igru i zabavu. Danas podrazumijeva različite motoričke aktivnosti promijenjivih obilježja i inteziteta u kojima na propisane načine dolazi do punoga izražaja sportaševih sposobnosti, osobina i znanja u treningu i natjecanju.
Prema određenju i razini može biti profesionalan („vrhunski”, „selekcijski”) i masovan. U području sporta postoji nekoliko sustava: profesionalni, amaterski, rekreacijski, školski i sport osoba s invaliditetom.
Neki od razloga mogu biti razonoda, razvijanje tijela, poboljšanje sposobnosti, natjecateljski duh itd. Krovna organizacija svjetskoga športa je Međunarodni olimpijski odbor koji je osnovan u Parizu 1894. godine. Zakonima  Republike Hrvatske uređena su i pitanja iz područja sporta. Dva najvažnija su:
- Zakon o sportu[3]
- Zakon o udrugama[4]

## Nazivlje
Oblici sport i šport jednakopravni su u uporabi u hrvatskomu jeziku. Pitanje standardnoga oblika predmetom je brojnih rasprava, najčešće politički motiviranih, ovisno o političkom sustavu koji je provodio normiranje. Etimološki, imenica sport francuskoga je podrijetla (od starofr. desport), i kao takva je prihvaćena kao međunarodnica posredovanjem engleskoga jezika. U hrvatski jezik ušla je dvama oblicima različitih početnih suglasničkih skupina (šp- i sp-), povezanih s njihovim posrednicima (engleskim i njemačkim jezikom).

## Podjela
Sportom se čovjek može baviti rekreacijski, amaterski i profesionalno, a dijele se na samostalne (pojedinačne) i ekipne (skupne).
Ekipnim športovima pribrajaju se svi oni u kojima se do ostvarenja cilja (pobjede) dolazi djelovanjem u skupini (ekipi, timu), po propisanim i utvrđenim pravilima. U samostalnim (pojedinačnim) sportovima pojedinac se sam zalaže za svoje uspjehe. Neki sportovi mogu se izvoditi pojedinačno ili skupno, te u parovima.
Svaki sport može biti natjecateljskoga ili slobodnoga karaktera (pr. planinarenje), ovisno o načinu izvođenja. 

## Razredba
Postoje brojne podjele sportova, i teško je napraviti potpuno točno razgraničenje. Često se govori o olimpijskim sportovima, tj. onima koji su u programu Zimskih ili Ljetnih olimpijskih igara te o ostalim, neolimpijskim sportovima. Postoje i športovi kao što su moderni petoboj ili triatlon koji su spoj nekoliko različitih sportova, i time spadaju u zasebnu kategoriju. 

### atletika
- bacačke discipline (disk, koplje, kugla, kladivo)
- trkačke discipline (sprint, srednje pruge, duge pruge, visoke i niske prepone, štafete)
- skokovi (vis, dalj, troskok, motka)
- višeboj (sedmoboj i desetoboj)

### ekipni sportovi s loptom
Razvili su se iz srednjoameričke igre loptom:
- američki nogomet
- australski nogomet
- fistball
- kanadski nogomet - vrlo sličan američkom nogometu
- keltski nogomet
- košarka
- korfball
- mali nogomet
- netball
- nogomet
- odbojka
- odbojka na pijesku
- rugby (zajednički naziv dvaju sportova - ragbijska unija i ragbijska liga)
- rukomet
- rukomet na pijesku
- vaterpolo
- streetball

### sportovi u kojima se loptica udara reketom
- badminton
- stolni tenis
- skvoš
- tenis

### sportovi u kojima se loptica udara palicom ili batom
- bandy
- baseball
- golf
- dvoranski hokej
- hokej na travi
- hokej na koturaljkama
- hurling
- inline hokej
- kriket
- lacrosse
- polo
- skater hokej
- softball
- ulični hokej

### Biciklizam
- cestovni biciklizam
- ciklokros
- dvoranski biciklizam
- brdski biciklizam

### Gimnastika
- aerobik
- ritmička gimnastika
- opća gimnastika
- športska gimnastika
- športska akrobatika
- trampolin
- ples

### sportovi snage
- body building
- dizanje utega

### sportovi preciznosti
- bilijar
  - snooker
- boćanje
- golf
- kuglanje
- streličarstvo
- streljaštvo
- pikado

### vodeni sportovi
- jedrenje
- kajak i kanu na mirnim vodama
- kajak i kanu na divljim vodama
- ronjenje na dah
- orijentacijsko ronjenje
- plivanje
- sinkronizirano plivanje
- vaterpolo
- veslanje
- skokovi u vodu
- surfanje

### sportovi na snijegu i ledu
- alpsko skijanje
- bob
- brzo klizanje
- brzo klizanje na kratkim stazama
- curling
- hokej na ledu
- nordijska kombinacija
- nordijsko skijanje
- sanjkanje
- skeleton
- skijaški skokovi
- snowboarding
- umjetničko klizanje
- biatlon

### sportovi s više sportskih disciplina
- biatlon
- moderni petoboj
- triatlon

### borilački sportovi i vještine
- Aikido
- Arnis
- Capoeira
- Boks
- Brazilski Jiu-jitsu
- Hrvanje
- Judo
- Ju-jutsu
- Karate
- Kendo
- Kempo
- Kickboxing
- Krav Maga
- KungFu
- Mačevanje
- Mješovite borilačke vještine (MMA (engl. Mixed Martial Arts), ultimate fighting, free-fight)
- Ninjutsu
- Taekwondo
- Tai Chi Chuan
- Tajlandski boks (Muay Thai)
- Savate boks

### loptački sportovi
- picigin
- zoga falu

### moto-sportovi
- automobilizam
- DTM
- Formula 1
- karting
- motociklizam
- motokros
- NASCAR
- rally

### konjički sportovi
- kasačke utrke
- konjičke utrke
- preponsko jahanje
- polo

### ekstremni sportovi
- alpinizam
- base skokovi
- brdski biciklizam
- bungee skokovi
- ekstremni biciklizam
- penjanje po ledu
- kitesurfing
- padobranstvo
- paintball
- padobransko jedrenje
- planinarenje
- pustolovne utrke
- rafting
- ronjenje na dah
- skateboarding
- skijanje na vodi
- slobodno penjanje
- športsko penjanje
- trekking
- zmajarenje

### misaone igre
- bridž
- šah

### tradicijske igre
- potezanje konopa
- Sinjska alka
- Trka na prstenac
- kamena s ramena
- potezanje klipa

## Uloga u društvu
Australska biskupska konferencija objavila je 25. rujna 2014. izjavu o društvenoj pravdi Kruna za Australiju. Dati maksimum u našoj sportskoj naciji u kojem ističu odgojnu ulogu sporta, naročito među mladima, te upozoravaju na društvenu opasnost ako se iz vidika izgube istinske sportske vrijednosti, povlađivanjem samo novcu i uspjehu. U dokumentu stoji da se predlaže potanak ispit savjesti o tomu kako se živi sport, jer događa se da se mentalitet pobjede po svaku cijenu naglo proširio i u neprofesionalnom sportu do te mjere „da su i najmlađi izloženi pritisku zbog postizanja rezultata, igraju i kad su ozlijeđeni, krše pravila te ne poštuju duh igre”. U dokumentu su australski katolički biskupi izričito osudili svaki doping i pozvali na kažnjavanje nasilnoga ponašanja izvan igrališta i na odgovornost športskoga sustava za ponašanje profesionalnih igrača. Sport je zrcalo društva, odražava ono najbolje što pojedinci i nacija posjeduju, ali isto tako i najtamniju stranu društva, što za posljedicu može imati navikavanje na nasilje, zloporabu droga i alkohola, bilo da se radi o sportašima ili o promatračima sporta, bilo o natjecanju ili izvan, zatim problem porasta nezakonitih oklada (kockanja), korupcije i zločina u svezi s time „ozbiljno prijete cjelovitosti sporta i njegovoj sposobnosti da izgrađuje zajednicu”. Vjernici su pozvani prepoznati istinski sport, jer u njemu je obnoviteljska snaga za sve ljude, osobito za najslabije.